# Maia Shibutani
Maia Shibutani (* 20. Juli 1994 in New York City, New York) ist eine US-amerikanische Eiskunstläuferin, die im Eistanz startet.

## Karriere
Maia Shibutanis Eistanzpartner ist seit 2004 ihr Bruder Alex Shibutani. Das Eistanzpaar wurde bis 2012 gemeinsam von Igor Schpilband und Marina Sujewa trainiert. Als diese sich entschieden, getrennte Wege zu gehen, blieben die Shibutanis bei Marina Sujewa.
2009 gewannen die Shibutanis bei der Juniorenweltmeisterschaft in Sofia die Silbermedaille hinter ihren Landsleuten Madison Chock und Greg Zuerlein. 2010 wurden sie US-Juniorenmeister.
Der Durchbruch bei den Senioren gelang dem Geschwisterpaar in der Saison 2010/11. Sie wurden nationale Vizemeister hinter Meryl Davis und Charlie White. Bei ihrer ersten Teilnahme an Vier-Kontinente-Meisterschaften gewannen sie ebenfalls die Silbermedaille hinter ihren Landsleuten. Ihr Weltmeisterschaftsdebüt schlossen sie in Moskau mit dem Gewinn der Bronzemedaille ab. Dabei profitierten sie von einem Sturz von Fabian Bourzat in der Kür.
Die nächsten Jahre verliefen nicht ganz so erfolgreich wie das Debüt. Oft störten kleinere Verletzungen und Erkrankungen eine bessere Vorbereitung oder Leistung. Bei den Olympischen Spielen 2014 in Sotschi reichte es lediglich zum neunten Platz. Erst die Saison 2015/16 brachte einen merklichen Aufschwung. Erstmals wurden die Shibutanis US-amerikanische Meister. Danach gewannen sie in Taipeh erstmals die Vier-Kontinente-Meisterschaften. Bei der Weltmeisterschaft in Boston errangen die Geschwister vor heimischer Kulisse nach fünfjähriger Abwesenheit vom WM-Podium die Silbermedaille. Dabei begeisterten sie das Publikum vor allem mit ihrem Kürtanz zum Lied Fix You von Coldplay. Die Punktrichter indes würdigten die Leistung mit neuen persönlichen Punktebestleistungen in Kurztanz, Kür und Gesamtleistung.

## Ergebnisse

### Eistanz
(mit Alex Shibutani)
| Meisterschaft / Jahr             | 2008  | 2009  | 2010  | 2011  | 2012  | 2013  | 2014  | 2015  | 2016  |
| -------------------------------- | ----- | ----- | ----- | ----- | ----- | ----- | ----- | ----- | ----- |
| Olympische Winterspiele          |       |       |       |       |       |       | 9.    |       |       |
| Weltmeisterschaften              |       |       |       | 3.    | 8.    | 8.    | 6.    | 5.    | 2.    |
| Vier-Kontinente-Meisterschaften  |       |       |       | 2.    | 4.    | 4.    |       | 3.    | 1.    |
| Juniorenweltmeisterschaften      |       | 2.    | 4.    |       |       |       |       |       |       |
| US-amerikanische Meisterschaften | 4. J  | 2. J  | 1. J  | 2.    | 2.    | 3.    | 3.    | 2.    | 1.    |
| –                                |       |       |       |       |       |       |       |       |       |
| Grand-Prix-Wettbewerb / Saison   | 07/08 | 08/09 | 09/10 | 10/11 | 11/12 | 12/13 | 13/14 | 14/15 | 15/16 |
| Grand-Prix-Finale                |       |       |       |       | 5.    |       |       | 4.    | 4.    |
| Skate America                    |       |       |       | 3.    |       |       | 3.    | 2.    |       |
| Skate Canada                     |       |       |       |       |       |       |       |       | 2.    |
| Cup of Russia                    |       |       |       |       |       | 4.    |       |       |       |
| NHK Trophy                       |       |       |       | 3.    | 1.    | 3.    | 3.    |       | 1.    |
| Cup of China                     |       |       |       |       | 2.    |       |       | 2.    |       |

- J = Junioren